# Ponte di Barbarano
Ponte di Barbarano è una frazione del comune di Barbarano Mossano, in provincia di Vicenza. Dista circa 4 chilometri da Barbarano Vicentino, di cui è stata frazione fino al 17 febbraio 2018.

## Storia
Agli inizi del Cinquecento la frazione di Ponte di Barbarano era un piccolo borgo e costituiva il punto di collegamento tra Vicenza, Padova e Venezia. In età romana la nascita del centro abitato contribuì alla costruzione della "strada della Riviera Berica" che da Este conduceva a Vicenza. Un'ulteriore tipologia di collegamento era quella fluviale lungo il canale Bisatto, il cui nome (che in lingua italiana significa "anguilla") si deve all'antica conformazione di anse e contro anse rettificate in due periodi per favorire la bonifica dell'area adiacente al lago di Fimon.
I monaci Benedettini e i Veneziani rettificarono il tratto fino Ponte di Barbaranoe collegatolo con chiusa al fiume Bacchiglione  per renderlo navigabile, la navigabilità duro molto poco dato che una piena distrusse le chiuse lungo il percorso e il fondo si alzo a causa dei depositi fangosi. Le barche partivano dal porticciolo di Ponte di Barbarano.
Il nome della frazione trae origine dal ponte che fu costruito per collegare Ponte di Barbarano con l'adiacente frazione di Monticello. Il ponte risale agli anni intorno al 1520-1530 ed era caratterizzato da una stele affissa sul parapetto. La stele è conosciuta come "Stele dei Vicari" perché ci sono scolpiti, oltre allo stemma di Vicenza, gli stemmi di alcune famiglie i cui membri hanno ricoperto la carica di vicario del paese.
Una nota importante da ricordare è la decisione del Senato Veneto di porre il paese sotto la protezione della Serenissima in seguito agli attacchi del 1509-11 delle truppe francesi, spagnole e tedesche che erano transitate per l'intero territorio di Barbarano. 
Alla fine del Settecento si conclude il governo veneziano e il paese viene inglobato dapprima nell'impero austro-ungarico e in seguito, dopo la dominazione napoleonica, annesso al Regno d'Italia.

## Monumenti e luoghi d'interesse

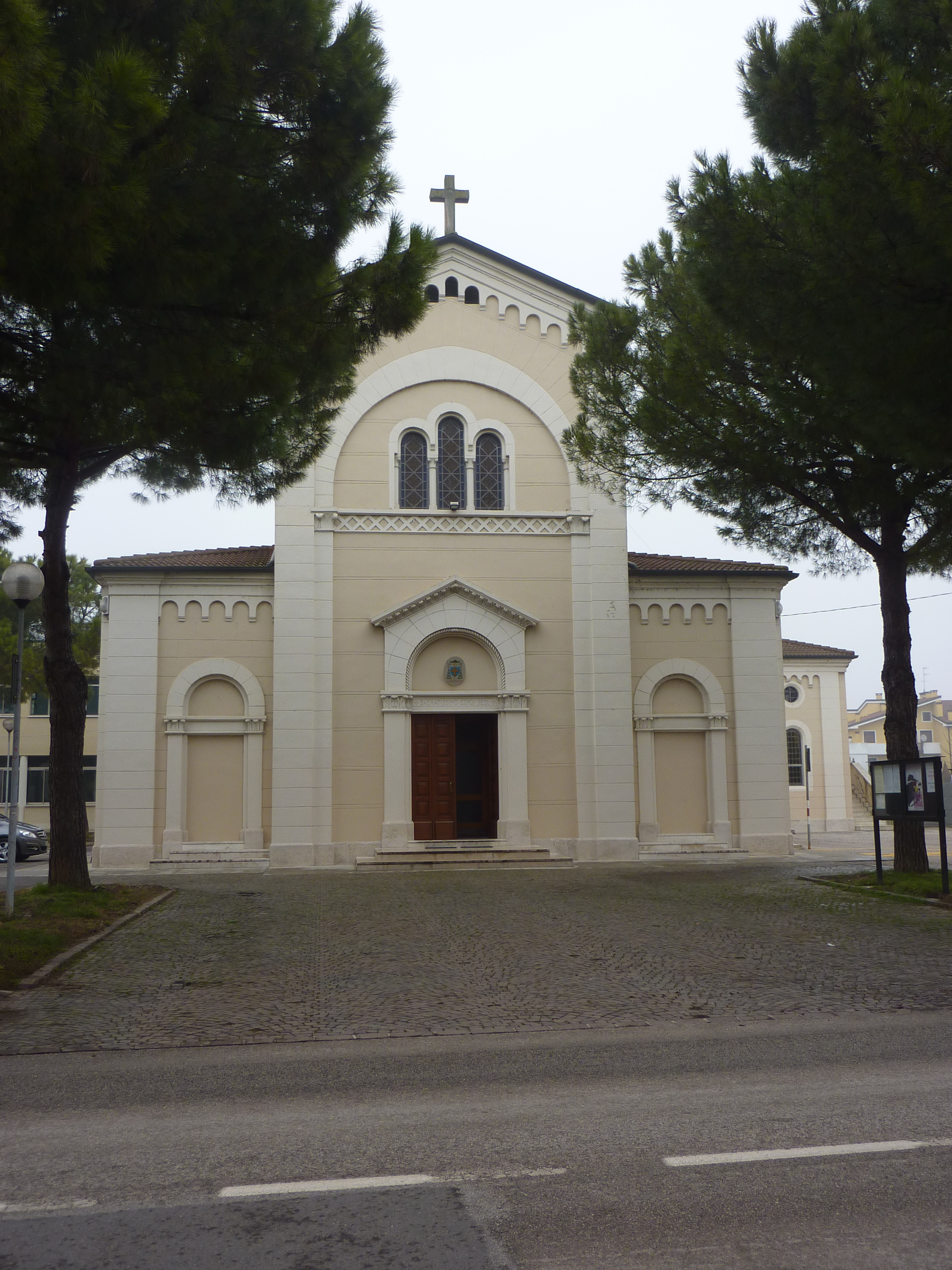
Chiesa del Sacro Cuore

### Edifici religiosi

#### Chiesa del Sacro Cuore
Sorta negli anni 1923-1926 per dare risposta ad una popolazione notevolmente aumentata, venne solennemente inaugurata il 20 maggio 1926 e dedicata al Sacro Cuore di Gesù; nel 1942 divenne sede di una parrocchia di nuova istituzione.
A progettare l'edificio - a pianta longitudinale, in stile neoromanico, con tre navate divise da colonne in pietra di San Gottardo a fusto liscio e con capitello a foglie d'acanto - fu l'architetto Ferruccio Chemello, il quale realizzò anche l'altare in pietra di Nanto con sfondi dorati.

### Ville

#### Villa Sangiofetti Pedrina Rigon e Oratorio del Santissimo Redentore

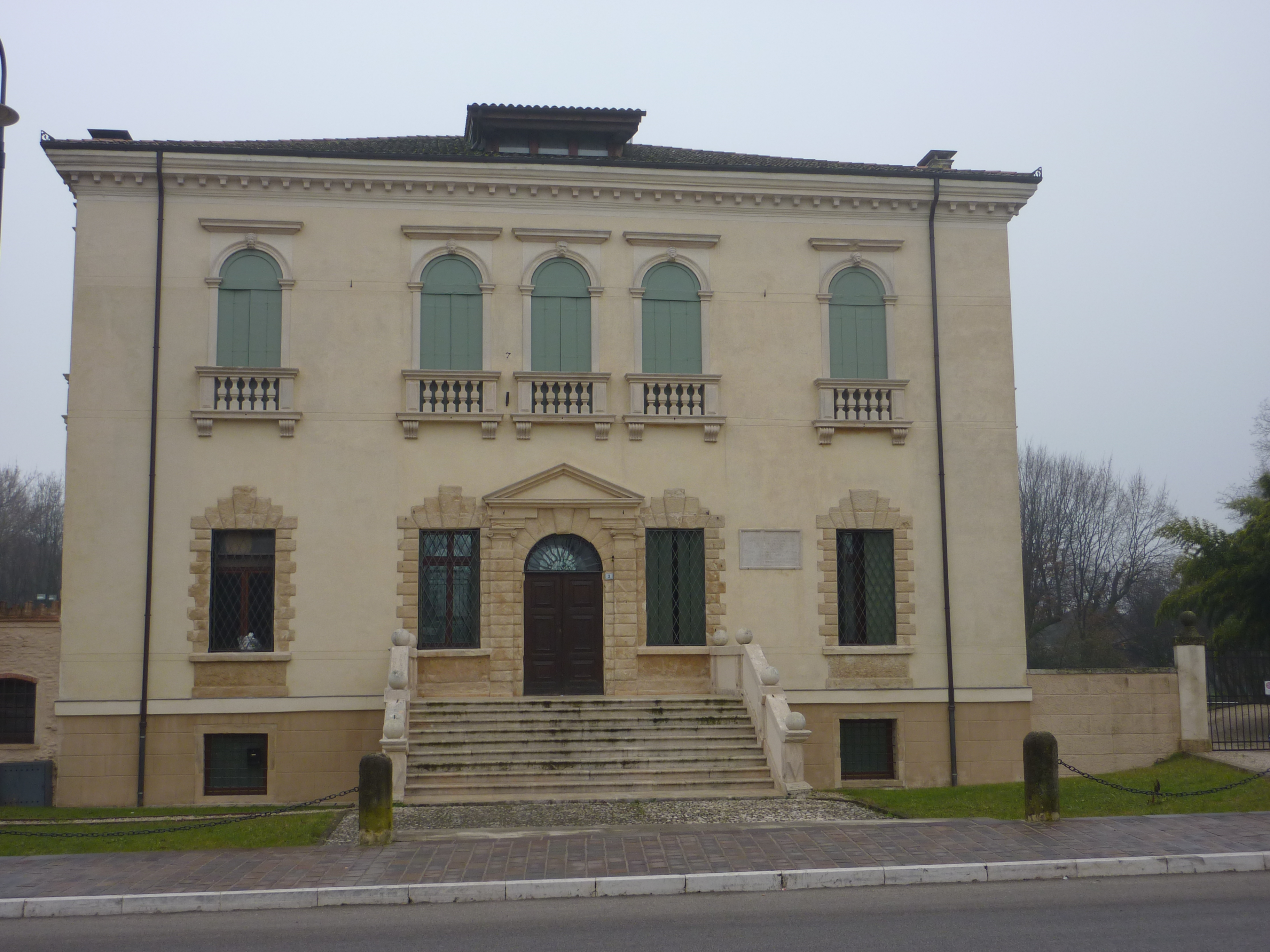
Villa Pedrina-Rigon a Ponte di Barbarano

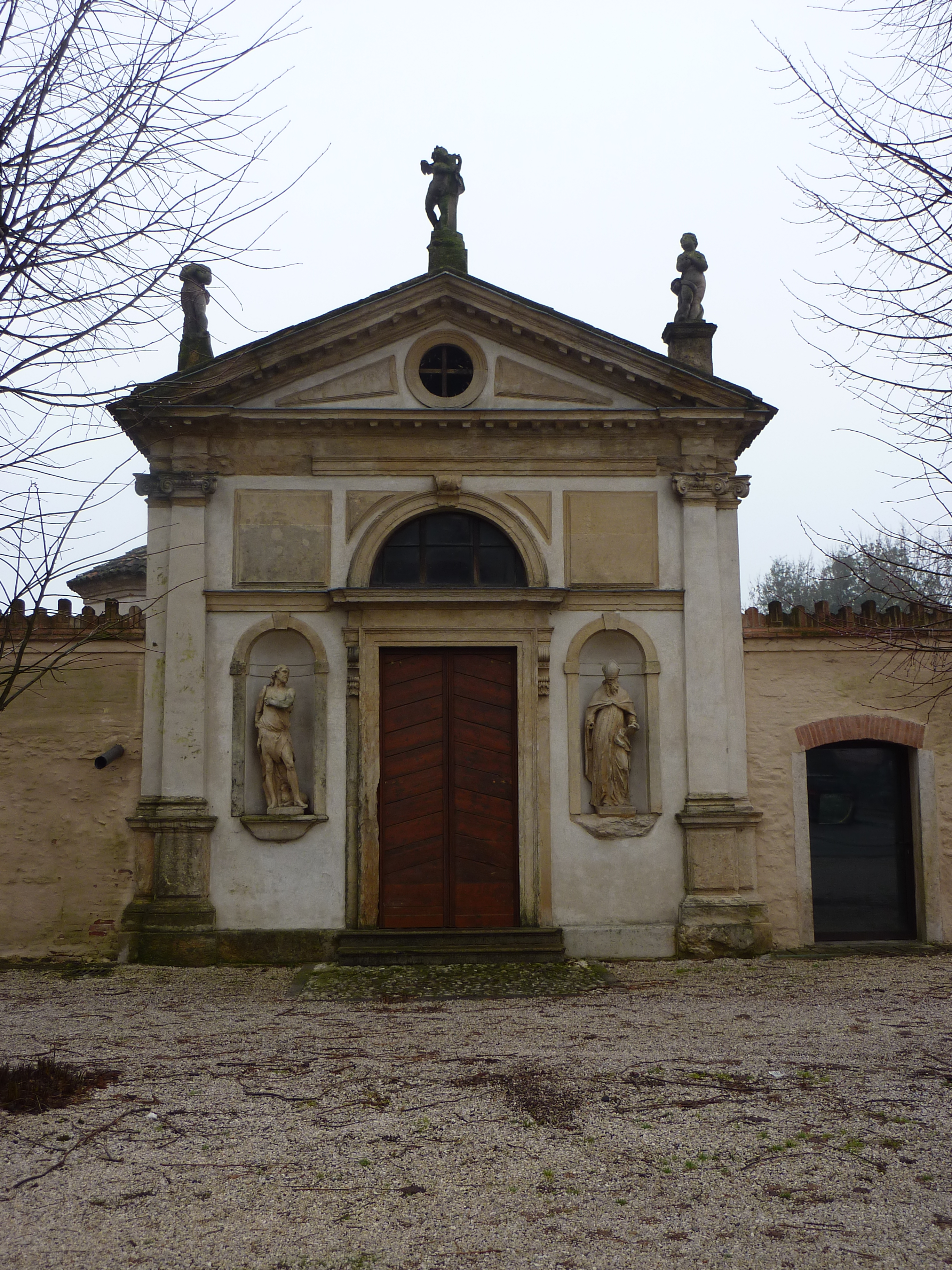
Oratorio dedicato al Santissimo Redentore - Ponte di Barbarano

La villa, dal 1544 proprietà della famiglia Traverso, nel corso dei secoli fu soggetta a diverse modifiche e ampliamenti, così come a passaggi di proprietà fino a giungere nel 1963 alla famiglia Rigon.

#### Villa Ghiotto
Anch'essa nominata nella denuncia d'estimo del 1544 come proprietà della famiglia Traverso, la villa fu oggetto di molte ristrutturazioni e ampliamenti. Vicino ad essa esisteva un oratorio dedicato ai Santi Leonzio e Carpoforo, patroni di Vicenza; vicino ad esso vi era una chiesa più antica, soggetta alla Pieve di Barbarano, ed entrambi gli edifici erano proprietà della famiglia Traverso; di essi non rimane traccia dalla fine dell'Ottocento, quando proprietaria divenne la famiglia Ghiotto.

## Manifestazioni ed eventi
- Festa della Befana "Brusa la Vecia in Piazza": festa della tradizione popolare durante la quale si accende un falò e si brucia simbolicamente la befana. (6 gennaio)
- Carnevale dei ragazzi con San Valentino: sfilata di maschere e carri lungo le vie del paese.(14 febbraio)
- Biciclettate ed escursioni per strade e sentieri alla scoperta del territorio e delle ville. (Aprile e maggio)
- Sagra del Redentore: tradizionale festa che mira alla rievocazione storica del Redentore con balli, canti, giochi, spettacolo di fontane danzanti e giullari e intrattenimenti della vita veneziana del Settecento. (Ogni terzo venerdì di luglio fino al martedì successivo)
- Festa e Palio del Ringraziamento (prima metà di novembre)
  - Fiera di San Martino
  - Festa del Ringraziamento
  - XXII Palio delle Contrade
  - V Festa della Lumaca
- Rassegne Musicali Natalizie (dicembre)

## Prodotti tipici
- Vino e grappa
Numerose sono le aziende agricole di produzione vinicola che producono i tipici vini dei Colli Berici: Tocai Rosso (denominato anche Barbarano), Cabernet, Garganego, Chardonnay, Merlot, Pinot Bianco e Sauvignon. Importante è anche l'attività produttiva di distillati di vinacce e di uve.
- Formaggio e prosciutto
Famoso per la produzione di formaggio è il "Caseificio sociale" costituito nel 1922. I fondatori sono un gruppo di allevatori che nel corso degli anni insieme a nuovi soci hanno incrementato la capacità produttiva grazie anche all'ammodernamento degli impianti e della struttura. I prodotti peculiari del caseificio sono il Grana Padano D.O.P. e l'Asiago pressato D.O.P.[4] Tipico della zona è anche il prosciutto crudo dei Berici.
- Olio e miele
La produzione di olio è favorita dalle condizioni climatiche ottimali. Tuttavia essa è molto limitata.
Le varietà di miele prodotte nella zona dei Colli Berici sono l'Acacia, il Millefiori, il Tiglio, il Girasole, il Castagno.